# Pećina Melisani
Pećina Melisani (grčki: Μελισσάνη) ili jezero Melisani ili samo Melisani je pećina koja se nalazi na grčkom ostrvu Kefalonija. Kako bi pećina i jezero bili otvoreni za javnost, pristup jezeru, i vožnja čamcima za razonodu moguća je kroz probijen tunel u steni. Voda u pećinskom jezeru je toliko bistra da čamci na njoj izgledaju kao da plutaju.

## Položaj
Pećina Melisani se nalazi severozapadno od Samija, oko 5 km (5,1 km) jugoistočno od Agia Efimia, severoistočno od Argostolija i severozapadno od Porosa, na ostrvu Kefalonija u Jonskom moru istočno od prolaza Itaka. Okružena je šumom, a padina planine je sa njene zapadne strane. Blizu ulaza u pećinu je parkiralište na sredini magistralnog puta koji povezuje Sami i Agiju Efimiju.

## Mitologija i otkriće
Pećinu Melisani sa podzemnim jezerom koja je nastalo pre više od 20 hiljada godina, u drevna vremena lokalni stanovnici su je smatrali staništem nimfa. Podaci da je špilja u davnim vremenima služila kao utočište nimfa, potvrđuju i nalazi arheoloških iskopavanja u pećini grčkog arheologa S. Marinatosa, koji je u pećini pronašao lik božanstva Pana i disk na kojem je prikazan ples nimfi.
Melisani duguje svoje ponovno otkriće (1951) grčkom speleologu J. Petrochilosu, a potom i ruđenju pećinske tavanice tokom zemljotresa koji je dobro uzdrmao Kefaloniji 1953. godine. Da nije bilo ove seizmičke aktivnosti, ovo jezer bi bilo potpuno skriveno i nepoznato za turiste.

## Geografija
Pećina Melisani se nalazi na Kefalonijai najvećem ostrvu iz grupe Jonskih ostrva. Ukupna površina ostrva je 904 km². Ostrvo je odvojeno od bliske i manje Itake na istoku kanalom dužine 8,5 km a širine od 2 do 4,8 km. Obala je duga i razuđena. To se najviše odnosi na postojanje zaliva na jugozapadnoj obali, koji duboko zalazi u ostrvo i deli ga na veći (istočni) i manji (zapadni) deo.
Kefalonija je uglavnom krševita i brdovita. Šume su retke. Najveća planina je Enos, u južnom delu ostrva, sa najvišim vrhom 1.628 m n.v. koja je ujedno najviša tačka zapadne obale jonskog mora.

### Gološka prošlost
Tokom mezozojske ere, pre otprilike 225 miliona godina, današnje planinsko područje Kefalonije bilo je prekriveno vodama okeana Tetis, koje je obuhvatalo celu današnju Grčku, i sastojalo se od alpske geosinkline. Okean Tetis bio je dugačak hiljadu kilometara, široko 1.500 km i paralelno s Ekvatorom, nalazilo se između dva velika kontinenta, Laurazije, na severu i Gondvane, na jugu. U dubini Tetisa, sedimenti su se neprestano taložili na njegovom dnu, jer su u njegovim vodama živele mnogobrojne vrste organizama u velikom broju. Njihove školjke, ljušture i skeleti neprestano su se taložile u sedimentu i pod velikim pritskom vode fosilizirali.
Krajem mezozojske ere (pre oko 65 miliona godina) nastalo je razdoblje intenzivnih pokreta zemljine kore koje je počelo da utiče na čitav region okena Tetisa. Ti tektonski pokreti, koji se i danas održavaju, rezultovali su formiranjem savremenog helenskog krajolika. Nastanak planinske mase i podzemnih šupljina Kefalonije odvijao se u kasnijem razdoblju postepeno kao rezultat gore navedenih tektonskih pokreta. Taku su nastale stenska mase Kefalonije sastavljene od laporca, krečnjaka i dolomita koji pripadaju geotektonskoj zoni Paxos (ili Preapulίan), a javljaju se u formacijama tankih do debelih slojeva bogato prožetih fosilima.
Prema tome glavnu stensku nasu Kefalonije čine krečnjaci i dolomiti, čije se poreklo proteže od krede do paleogena. Krečnjak iz doba krede koji je podložan da postane krš, slojevevit je i često ispresecan podzemnim kraških šupljinama (pećinama) među koje spada i pećina Melisani. Na površini je puno laporca. Kombinacija laporca i podzemnih šupljina formira kraška polja u podnožju istočnih padina Enosa na 390 metara nadmorske visine sa brojnim pećinama. To je razlog zašto na masivu, osim nekoliko izvora površinske vode, postoje i brojni dubinski kraški izvori.

### Geomorfologija
Pećina Melisani spada u kategoriju krških pečina, na šta ukazuju i brojni stalaktiti i stalagmiti  koji su prisutna u većem delu pećine. Svod pećine navodno srušila oko drugog milenijuma pre n. e.
Pećina je dugačka 160 m, široka 45 m i duboka 36 m. Dno pećine ispunjava jezero čija je dubini 20 metara od površine terena. Dubina jezera kreće se od 10 do 30 metara. Približna starost jezera je 20 hiljada godina. Voda je slankasta, jer osim slatke vode koja dolazi iz okolnih slojeva i atmosfere,  hrani i morskom vodom koja dolazi sa velikih dubina. 
Ogromne kraške kanali jezera, koje i danas proučavaju ronioci speleolozi, omogućavaju da voda otiče formirajući obalne i podvodne izvore.  
U zavisnosti od doba dana, voda jezera dobija različitu boju u spektru od plave do tamno plave.
Nivo vode u pećinskom jezeru viši je za 1 metar nego onaj u okolnom moru.
Voda jezera je deo još jednog poznatog hidrogeološkog fenomena na ostrvu: po kome se morska voda  usisava u levke („katavotres“) na zapadnom delu ostrva, u blizini glavnog grada ostrva, Argostolija (13 km od jezera) u  zalivu Sami. i završava u grotlu jezera odakle isparava. 
Morsku vodu koja je usisana u levke vekovima su koristili stanovnici Argostolija za pokretanje mlinova na vodeni pogon.
Šezdesetih godina prošlog veka na rubu jezera iskopan je tunel kako bi pećina bila dostupna posetiocima.

## Informacije za turiste
Melisani je od strane turista vrlo posećeno mesto, do koga se može doći brodižem po jezeru. Na obodu obrušene tavanice pečine nalazise vidikovac sa koga vidi unutrašnost peećine i površina jezera. 
Za pristup pećini i jezeru iskopan je tunel, ispred čijeg ulaza se nalazi parking sa toaletima, kao i mala trgovina, bar i suvenirnica.
Pristup pečini se naplaćuje (7 evra po odrasloj osobi), za kraću posetu pečini (oko 10 min).
Postoji i škola ronjenja u Lassi-u koja organizuje posete jezeru  (ulaz u pećinu takođe podleže naplati) u trajanju od oko 45 min.

## Literatura
- Joseph Partsch: Kephallenia und Ithaka – eine geographische Monographie. In: Petermanns Mitteilungen. Ergänzungsband, Gotha 1890, S. 1–108.

## Spoljašnje veze
- Λιμνη Μελισσανη Limni Melissani - Melissani Lake - Cave of Melissani (jezik: engleski)
- Blue in Blue (jezik: engleski)
- Melissani Lake (jezik: engleski)